# Electrod

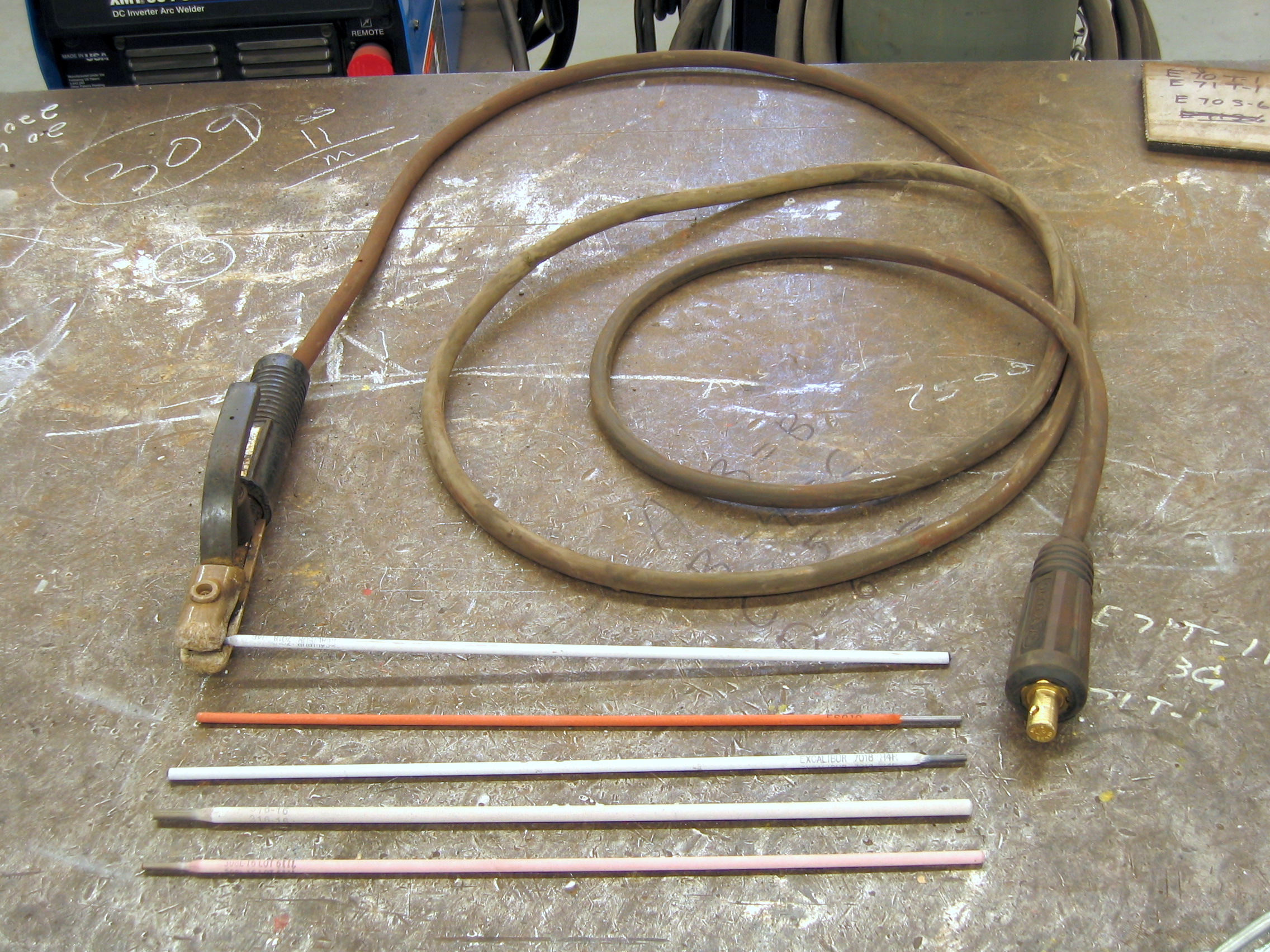
Exemple de electrozi utilizați pentru sudare

Un electrod este un conductor electric folosit pentru a face contact cu o parte a unui circuit nemetalic (de exemplu un semiconductor, un electrolit sau vid). Cuvântul a fost inventat de omul de știință Michael Faraday din cuvintele grecești elektron (adică chihlimbar, de la care este derivat cuvântul electricitate) și hodos, cale. Exemple practice de utilizare a electrozilor sunt: acumulatorul electric, tubul cinescop, lampa cu descărcare în gaze. Electrozii, de unde electronii pleacă în „conductorul" (lichid, gazos) ionic, prin ioni încărcați negativ, se numesc catozi iar cei ce primesc electronii de la ionii negativi se numesc anozi. Din punct de vedere material, electrozii se construiesc din bucăți metalice cu formă de pini (cilindrici), plăci etc. Ei sunt legați la o sursă de curent electric, și la închiderea circuitului electric, ionii negativi ai electrolitului lichid încep să transporte electronii de la catod la anod, când alimentarea electrică este de curent continuu. În mediu gazos, electronii sunt smulși de la suprafața catodului și accelerați, datorită câmpului electric, spre electrodul pozitiv, anodul.

## Anod și catod în celule electrochimice

Schemă reprezentând o celulă galvanică

Un electrod într-o celulă electrochimică este menționat fie ca un anod fie ca un catod (cuvinte care au fost, de asemenea, inventate de Faraday). Anodul este aici definit ca electrodul  de la care electronii părăsesc celula și se produce oxidarea, iar catodul ca electrodul prin care electronii intra în celulă și are loc reducerea. Fiecare electrod poate deveni atât anod sau catod, în funcție de sensul curentului prin celulă. Un electrod bipolar este un electrod care funcționează ca anod al unei celule și drept catod al unei alte celule.

### Celule primare
O celulă primară este un tip special de celulă electrochimică în care reacția nu poate fi inversată, iar identitatea anodului și catodului sunt, prin urmare, fixe. Anodul este întotdeauna electrodul negativ. Celula poate fi descărcată, dar nu poate fi reîncărcată.

### Celulă secundară
Un element electric secundar, de exemplu o baterie reîncărcabilă, este o celulă în care reacțiile chimice sunt reversibile. Atunci când celula este în curs de încărcare, anodul devine electrod pozitiv (+) (nu ca la primare, negativ), iar catodul electrod negativ (-). Acesta este și cazul într-o celulă electrolitică. Când bateria se descarcă, se comportă ca o celulă primară, cu anodul ca electrod negativ și catodul ca electrod pozitiv.

## Alți anozi și catozi
Într-un tub cu vid sau un semiconductor având polaritate (diode, condensatori electrolitici), anodul este pozitiv  electrod (+) și catodul electrod negativ (-). Electronii intră în dispozitivul respectiv prin catod și  ies din el prin anod. Multe dispozitive au și alți electrozi pentru a controla funcționarea, de exemplu bază, poartă, grilă de control.
Într-o celulă cu trei electrozi, un contraelectrod, numit de asemenea electrod auxiliar, este folosit doar pentru a realiza conexiunea la electrolit, astfel încât o tensiune electrică poate fi aplicată la electrodul de lucru. Electrodul auxiliar este de obicei, dintr-un material inert, cum ar fi un metal nobil sau grafit, ca să nu se dizolve în timpul funcționării.
electrozi de sudura
În sudare cu arc un electrod este folosit pentru a conduce curentul într-o piesa de lucru pentru a suda două piese împreună. În funcție de felul procesului, electrodul poate fi consumabil, în cazul sudării cu arc de metal cu gaz sau sudarea cu arc de metal, sau neconsumabil, cum ar fi în sudarea cu arc wolfram-gaz. Pentru un sistem de sudură continuă electrodul de sudură poate fi un catod, pentru o sudură tip de umplere un anod. Pentru sudură cu arc de curent alternativ, electrodul de sudură nu va fi considerată  anod sau catod.